# Liste der Kulturdenkmale in Lampertswalde

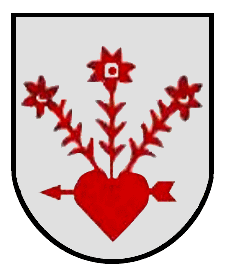
Wappen von Lampertswalde

In der Liste der Kulturdenkmale in Lampertswalde sind die Kulturdenkmale der sächsischen Gemeinde Lampertswalde verzeichnet, die bis Februar 2021 vom Landesamt für Denkmalpflege Sachsen erfasst wurden (ohne archäologische Kulturdenkmale). Die Anmerkungen sind zu beachten.
Diese Aufzählung ist eine Teilmenge der Liste der Kulturdenkmale im Landkreis Meißen.

## Lampertswalde
| Bild                                    | Bezeichnung | Lage                                | Datierung | Beschreibung | ID       |
| --------------------------------------- | --- | ----------------------------------- | --- | --- | -------- |
|                                         | Gedenkstein für die Opfer des Faschismus                                                                                          | (Flurstück 359) (Karte)             | Wahrscheinlich 1968 (Ehrenhain); wahrscheinlich 1985 (Gedenkstein)                                                                    | Ortshistorische Bedeutung. Gedenkstein aus grob behauenem rotem Granit auf flachem Sockel, ursprüngliche Inschrift „Den Befreiern unserer Heimat von Faschismus und Krieg in ehrendem Gedenken“, Ehrenhain aus quadratischen Granitplatten bestehend, in Fortführung der Weißiger Straße. Einige Granitplatten und die Inschriftbestandteile „Den Befreiern“ sowie „von Faschismus und Krieg“ zu unbekanntem Zeitpunkt entfernt. | 08958828 |
| Weitere Bilder                          | Bahnhofsgebäude, Güterschuppen und Toilettenhäuschen der Bahnhofsanlage                                                           | Bahnhofstraße 44 (Karte)            | Um 1870 | Bahnstrecke Großenhain–Cottbus; Bahnhofsensemble der Gründerzeit ohne Beeinträchtigung erhalten, Ziegelbauten dokumentieren den ursprünglichen Bauzustand, baugeschichtlich und eisenbahngeschichtlich von Bedeutung. - Bahnhofsgebäude: Klinkerbau mit Ecklisenen über winkligem Grundriss mit Anbauten, Obergeschoss teilweise mit Schieferbehang - Güterschuppen: Ziegelbau, Rampe erneuert, Dachüberstand mit profilierten Sparren - Toilette: kleiner Klinkerbau, Satteldach mit Reiter | 08958648 |
| Weitere Bilder                          | Wegestein | Blochwitzer Straße (Karte)          | 19. Jahrhundert | Verkehrshistorische Bedeutung. Ca. zwei Meter hoher Sandsteinkubus mit Inschrift „Dorf Lampertswalde, Brockwitz, Blochwitz, Weißig“. | 08958647 |
| Weitere Bilder                          | Martinskirche (mit Ausstattung), mit Kirchhof, Einfriedung, Grabmal und Kriegerdenkmal für die Gefallenen des Ersten Weltkrieges  | Großenhainer Straße (Karte)         | 1694 (Kirchturm); 1875-1876, im Kern älter (Kirche); bezeichnet mit 1598 (Denkmal der Demut von Miltitz); 1861 (Orgel); 1973 (Fresko) | Ortshistorische und städtebauliche Bedeutung, Wertigkeit für die Kulturlandschaft, schlichte Saalkirche mit barockem Südturm, malerisches Ensemble mit Alter Schule und Pfarrhaus. - Kirche (Dehio Sachsen I, S. 14): Die erhöht liegende Saalkirche bietet zusammen mit dem Pfarrhaus und der Zufahrt ein malerisches Bild. Kirche romanischen Ursprungs, ihre heutige Gestalt aus den Jahren 1875/76. Dem großen rechteckigen Saal mit Satteldach ist an der Südseite der Turm von 1694 auf mächtigem quadratischem Unterbau vorgelagert, mit schön geschwungener Haube als Abschluss. Im Inneren zweigeschossige Emporen. Altar, Kanzel, das Fresko an der Ostwand und die Fenster auf der Nord- und Südseite 1973 von Werner Juza gestaltet. Im Turmuntergeschoss Denkmal der Demut von Miltitz, bezeichnet mit 1598. Kohl-Orgel von 1861, klanglich verändert. - Kriegerdenkmal: zwei seitlich den Kircheneingang flankierende rote Porphyrtufftafeln mit Inschrift „Unseren Helden 1914–1918“ - Sandsteingrabmal (17. Jahrhundert): mit von Engel gehaltenem Medaillon (Papierrolle), darüber zwei Putten mit emporgehobener Krone, Inschrift als Schriftband - Einfriedungsmauer mit Torbogen - Sandsteingrabmal | 08958638 |
| Direkt Bild zu diesem Denkmal hochladen | Portalbogen einer ehemaligen Schule                                                                                               | Großenhainer Straße 5 (Karte)       | Bezeichnet mit 1838 | Reste des Sandsteinportals eines schlichten Schulgebäudes, als Kirchschullehn und Alte Schule von ortshistorischer Bedeutung. Zweigeschossiger Putzbau mit originalen Kellergewölben, mit Satteldach, Biberschwanzdeckung, über der Tür Reste des Sandsteinportals mit Schlussstein, dort bezeichnet mit „K.L. 1838“ und Inschrift „Wo gute Kinderzucht gedeiht, das ganze Vaterland sich freut“, Einfriedungsmauer verputzt. Trotz Rekonstruktion denkmalwert, Denkmalwert 2011 nicht bestätigt, Denkmal auf den Portalrest beschränkt. | 08958637 |
| Direkt Bild zu diesem Denkmal hochladen | Pfarrhof mit Pfarrhaus, Seitengebäude und Einfriedung                                                                             | Großenhainer Straße 7 (Karte)       | 18. Jahrhundert | Pfarrhaus mit verbrettertem Fachwerk-Obergeschoss, Seitengebäude in Fachwerkbauweise, weitgehend original erhaltenes Hofensemble von baugeschichtlicher und ortshistorischer Bedeutung. - Pfarrhaus: hoher Sockel mit angeschrägter Stützmauer, Erdgeschoss massiv, Obergeschoss Fachwerk, alle Seiten verbrettert, originale Fenster, Krüppelwalmdach, Biberschwanzdeckung - Seitengebäude: Fachwerkkonstruktion mit Satteldach - zum Teil Einfriedungsmauer | 08958636 |
| Direkt Bild zu diesem Denkmal hochladen | Wohnhaus (Nr. 11, mit angebautem Stallgebäude), Seitengebäude (Nr. 11a, Ausgedingehaus mit Anbau) und Scheune eines Dreiseithofes | Großenhainer Straße 11, 11a (Karte) | Bezeichnet mit 1854 (Seitengebäude); um 1870 (Bauernhaus); 1917 (Scheune)                                                             | Weitgehend original erhaltene zeit- und landschaftstypische Hofanlage, geschlossen erhalten, Wohnhaus der Gründerzeit, im Giebel Zwillingsfenster, Seitengebäude Obergeschoss Fachwerk verputzt, baugeschichtlich und wirtschaftsgeschichtlich von Bedeutung. - Ausgedinge mit Anbau: Erdgeschoss massiv, Obergeschoss Fachwerk, verputzt, originale Fenster, Giebel Fachwerk, verputzt, Satteldach, profilierte Türgewände (mit Schlussstein, bezeichnet?) - Scheune: eingeschossiger Putzbau mit zwei großen Segmentbogentoren, Satteldach, Biberschwanzdeckung - Wohnhaus: zweigeschossiger Putzbau mit Sandsteingewänden, Satteldach | 08958639 |
| Direkt Bild zu diesem Denkmal hochladen | Wohnstallhaus eines Dreiseithofes                                                                                                 | Großenhainer Straße 19b (Karte)     | 1. Hälfte 19. Jahrhundert | Weitgehend original erhaltenes Fachwerkgebäude, selten im Ortsbild, Fachwerk-Obergeschoss verputzt, baugeschichtlich von Bedeutung. Erdgeschoss massiv, Sandsteingewände, originale Fenster, zum Teil Schiebefenster, Satteldach, Biberschwanz-Kronendeckung. | 08958640 |

## Adelsdorf
| Bild                                    | Bezeichnung                                                                        | Lage                    | Datierung                 | Beschreibung | ID       |
| --------------------------------------- | ---------------------------------------------------------------------------------- | ----------------------- | ------------------------- | --- | -------- |
| Direkt Bild zu diesem Denkmal hochladen | Denkmal für den Wiederaufbau des Dorfes nach 1950, mit Ehrenhain                   | Dorfstraße (Karte)      | Nach 1950                 | Ortshistorische Bedeutung. Ziegelmauer mit drei polierten roten Granitplatten in Reihe, goldene Inschrift, darüber Betonvorsprung mit Schriftstand „Aus Trümmern blüht neues Leben“, Ehrenhain mit zwei Linden und Buchsbaumhecke. | 08958644 |
|                                         | Gedenkstein für die Opfer des Faschismus                                           | Eichenstraße (Karte)    | Nach 1945                 | Ortshistorische Bedeutung. Granitsteinsockel, darauf roter polierter Granitkubus mit goldener Inschrift „Hier ruhen 7 Antifaschisten, von der SS im Mai 1945 ermordet“. | 08958646 |
|                                         | Denkmal für die Gefallenen des Ersten Weltkrieges                                  | Eichenstraße (Karte)    | Bezeichnet mit 1922       | Ortshistorische Bedeutung. Sandsteinkubus, im oberen Drittel als Eisernes Kreuz ausgebildet, an Vorderseite plastische Modellierung eines Helms, Inschrift mit Namen der Toten, Einfriedung durch Beetanlage, nachträglich auch die Toten des Zweiten Weltkrieges eingefügt. | 08958645 |
| Weitere Bilder                          | Turmholländer (Rest)                                                               | Eichenstraße 2 (Karte)  | 1856                      | Ortsgeschichtliche und technikgeschichtliche Bedeutung. Dreigeschossiger Stumpf einer Turmwindmühle, Bruchsteinmauerwerk verputzt, originaler Putz, Reste des Mühlenwerks aus Holz erhalten. | 08958642 |
| Direkt Bild zu diesem Denkmal hochladen | Transformatorenhäuschen                                                            | Eichenstraße 7 (Karte)  | 1. Hälfte 20. Jahrhundert | Zeugnis für Elektrifizierung des Ortes, technikgeschichtlich von Bedeutung. Eingeschossiger Putzbau auf quadratischem Grundriss, Krüppelwalmdach, Biberschwanzdeckung, darüber turmartiger Aufbau, verschiefert, Zeltdach, Biberschwanzdeckung. | 08958643 |
|                                         | Wohnhaus mit Stallanbau und Scheune eines Dreiseithofes (ehemaliger Lehrbauernhof) | Eichenstraße 23 (Karte) | Um 1920, im Kern älter    | Von bauhistorischer Relevanz und ortsgeschichtlicher Bedeutung für Wiederaufbau des Ortes, im Heimatstil. - Wohnhaus: zweigeschossiger Putzbau, rundbogiger Eingangsbereich, zum Teil historische Fenster, rückwärtig Oberlaube aus Holz, Krüppelwalmdach mit sehr spitzen Zwerchgiebeln und liegenden Schleppluken - Wirtschaftsanbau: eingeschossiger Putzbau mit Drempel, Ladeluken, Satteldach - Scheune: Putzbau mit zwei Einfahrten, mit nach außen aufschlagenden Toren, seitlicher Eingang mit darüberliegenden Lüftungsschlitzen, Ziegelverblendung unter der Traufe, Satteldach | 08958660 |

## Blochwitz
| Bild                                    | Bezeichnung                                                                                                  | Lage                                | Datierung                                                                                       | Beschreibung | ID       |
| --------------------------------------- | --- | ----------------------------------- | ----------------------------------------------------------------------------------------------- | --- | -------- |
| Weitere Bilder                          | Sächsisch-Preußischer Grenzstein: Pilar Nr. 158 sowie 31 Läufersteine                                        | (Flurstück 30/5) (Karte)            | Nach 1828                                                                                       | Siehe auch Sachgesamtheit 09305644; vermessungsgeschichtlich und landesgeschichtlich von Bedeutung als Zeitdokument der historischen Grenzziehung zwischen Sachsen und Preußen nach dem Wiener Kongress 1815. Scharrierter Sandsteinkubus mit gegenüberliegend eingemeißelten Schriftfeldern für Nummer 158 und Länderkürzel KS/KP direkt auf der Grenzlinie, zugehörig 31 Läufersteine in unregelmäßigen Abständen auf der Grenzlinie. Reste von einer weißen Farbfassung erhalten. | 09305490 |
| Direkt Bild zu diesem Denkmal hochladen | Sächsisch-Preußischer Grenzstein: Pilar Nr. 159 sowie 41 Läufersteine                                        | (Flurstück 425) (Karte)             | Nach 1828                                                                                       | Siehe auch Sachgesamtheit 09305644; vermessungsgeschichtlich und landesgeschichtlich von Bedeutung als Zeitdokument der historischen Grenzziehung zwischen Sachsen und Preußen nach dem Wiener Kongress 1815. Pyramidenstumpf aus Sandstein direkt auf der Grenzlinie, gegenüberliegend eingemeißelt Nummer und Landeskürzel (farblich nicht gefasst), dazwischen 41 Läufersteine in unregelmäßigen Abständen. | 08958832 |
| Direkt Bild zu diesem Denkmal hochladen | Sächsisch-Preußischer Grenzstein: Pilar Nr. 160 sowie 19 Läufersteine                                        | (Flurstück 790) (Karte)             | Nach 1828                                                                                       | Siehe auch Sachgesamtheit 09305644; vermessungs- und landesgeschichtlich von Bedeutung als Zeitdokument der historischen Grenzziehung zwischen Sachsen und Preußen nach dem Wiener Kongress 1815. Ca. 1,50 m hohe, schlanke Sandsteinstele mit allseitig eingemeißelten Schriftfeldern für Nummer 160 und Länderkürzel KS/KP direkt auf der Grenzlinie, zugehörig 19 Läufersteine in unregelmäßigen Abständen auf der Grenzlinie. Reste einer weißen Farbfassung erhalten. | 08958711 |
|                                         | Denkmal für die Gefallenen des Ersten Weltkrieges                                                            | Alte Hauptstraße 4 (hinter) (Karte) | Nach 1918                                                                                       | Ortsgeschichtlich von Bedeutung. ca. 2,70 m hoher Sandsteinkubus mit großem Eisernem Kreuz aus Sandstein als Bekrönung, im Kreuz Relief eines nackten knienden Soldaten mit Helm und Schwert, darüber Inschrift „Denkt daran“, darunter die Namen der Gefallenen und eingemeißeltes Schwertmotiv, Denkmal eingefriedet. | 08958803 |
| Weitere Bilder                          | Kirche (einschließlich Ausstattung), Kirchhof mit Einfriedung und zwei Grabmalen der Rittergutsfamilie Crome | Alte Hauptstraße 6 (Karte)          | 1576 Dendro (Kirche); bezeichnet mit 1668 (am Gestühl); 1668 (Altar, Altarbild und Chorgestühl) | Äußerlich schlichte Saalkirche, an der Südseite gedrungener Turm mit mächtiger Haube, Inneres von höchstem malerischen Reiz, baugeschichtlich, kunstgeschichtlich und ortsgeschichtlich von Bedeutung. - Evangelische Pfarrkirche: Die heutige Saalkirche von 1668 unter Verwendung des gotischen Vorgängerbaus errichtet. Das Äußere schlicht, mit Satteldach und Rundbogenfenstern. Der Grundriss des Saales und des eingezogenen Chores im Osten nahezu quadratisch. In der Mitte der Südseite der gedrungene Turm mit achtseitigem Glockengeschoss und mächtiger Haube. Im Turmuntergeschoss zwei niedrige, langgestreckte Räume mit Kreuzgratgewölbe: Vorhalle zur Kirche und Sakristei. Tür zum Kircheninneren spitzbogig, Sakristeitür rundbogig. Das Innere von höchstem malerischen Reiz. Einheitliche Ausstattung und Ausmalung aus den Jahren um 1668. Ab 1993 Restaurierung des Innenraumes, insbesondere der Holzdecke. Durchgehende Kassettendecke, ornamentale Bemalung mit Kreisen in Zinnoberrot, Weiß und Grau. In den gleichen Farben gefasste Emporenbrüstung: Akanthusranken auf rotem Grund. Die Orgelempore im Westen ausbauchend, von Säulen mit ionischen Kapitellen getragen. Ihre Brüstung im Unterschied zur Empore an der Südseite aus Brett-Balustern. Bemalung des Gestühls im Saal und des herrschaftlichen Gestühls im Chor wie die der Empore. Die figürlichen Wandmalereien an der Ostwand und den östlichen Teilen der Nord- und Südwand zeigen insgesamt sechs Heilige jeweils in Zweiergruppen unter Arkaden, wohl zweite Hälfte 15. Jahrhundert. Der Altar von 1668 mit Abendmahlsdarstellung, flankiert von zwei toskanischen Säulen. Seitlich davon Voluten und Fruchtgehänge. Darüber Gebälk und im Auszug Darstellung der Himmelfahrt Christi. Die Kanzel um 1550. Der Kanzelkorb, von ionischen Pilastern gegliedert, auf einer kannelierten Säule. An zentraler Stelle, zwischen Saal und Chor, die polygonale Umfriedung für den Taufstein, an der Front Kruzifix. Der Taufstein mittelalterlich, seine Holzverkleidung und der aufwendige Taufdeckel von 1668. Orgel von 1864 mit Gehäuse im Rundbogenstil. (Dehio Sachsen I, S. 66) - Grabmale der Familie Crome: - 1. Terese Olga (25. Juni 1878 – 19. Januar 1885) - 2. Marie Louise Crome geborene Haferland (15. September 1845 – 10. Januar 1890) | 08958802 |
| Direkt Bild zu diesem Denkmal hochladen | Seitengebäude (Wohnstallhaus) eines Dreiseithofes                                                            | Alte Hauptstraße 16a (Karte)        | 1. Hälfte 19. Jahrhundert                                                                       | Obergeschoss Fachwerk verputzt, Teil der alten Ortsstruktur, baugeschichtlich von Bedeutung, bildet Dreiseithof mit Nummer 16. Erdgeschoss massiv, mit Sandsteinfenster- und -türgewänden, Giebel massiv, zum Teil historische Fenster, Rückseite Fachwerk, verbrettert, Dachüberstand, Satteldach, Krüppelwalmdach zur Straßenseite hin, Biberschwanzdeckung. | 08958800 |
| Direkt Bild zu diesem Denkmal hochladen | Wohnstallhaus eines Dreiseithofes                                                                            | Alte Hauptstraße 18a (Karte)        | 1. Hälfte 19. Jahrhundert                                                                       | Fachwerk-Wohnstallhaus, drei Fledermausgaupen im Dach, original erhaltener zeit- und landschaftstypischer Bau als Zeugnis bäuerlichen Wirtschaftens, baugeschichtlich von Bedeutung, bildet Dreiseithof mit Nummer 18. Erdgeschoss massiv, mit Sandsteintür- und -fenstergewänden, Dachschürze, Obergeschoss Fachwerk mit Lehmausfachung, originale Drehflügelfenster, Giebel Fachwerk, teils verbrettert, teils verputzt, Dachüberstand, Krüppelwalmdach zur Straßenseite, Satteldach, Taubenschlag, Biberschwanzdeckung, an Rückseite vermutlich Reste eines Backofens aus Bruchstein. | 08958801 |
| Direkt Bild zu diesem Denkmal hochladen | Hofmauer eines Bauernhofes, mit Toranlage davor zwei Hofbäume                                                | Brößnitzer Straße 7, 7a (Karte)     | 18. Jahrhundert                                                                                 | Relikt der ländlichen Bauweise im 18. Jahrhundert, straßenbildprägend und baugeschichtlich von Bedeutung. Rundbogen-Toranlage mit zwei seitlichen Torpfeilern, Bruchsteinmauer verputzt, Torpfeiler mit mehrfach profilierten Abdeckplatten, Rundbogentor mit verwittertem Schlussstein (Sandstein), Leutepforte schräg abgedeckt, Toranlage flankiert von zwei Linden. | 08958805 |
| Direkt Bild zu diesem Denkmal hochladen | Seitengebäude eines Dreiseithofes                                                                            | Brößnitzer Straße 9 (Karte)         | 1. Hälfte 19. Jahrhundert                                                                       | Fachwerk-Wohnstallhaus, Teil der alten Ortsstruktur, baugeschichtlich von Bedeutung. Erdgeschoss massiv, Obergeschoss Fachwerk, zwei Ladeluken, Giebel Fachwerk, verbrettert, Rückseite Fachwerk, Krüppelwalmdach. | 08958804 |

### Ehemaliges Denkmal (Blochwitz)
| Bild                                    | Bezeichnung             | Lage                        | Datierung                 | Beschreibung | ID       |
| --------------------------------------- | ----------------------- | --------------------------- | ------------------------- | --- | -------- |
| Direkt Bild zu diesem Denkmal hochladen | Transformatorenhäuschen | Ringstraße 9c (bei) (Karte) | 1. Hälfte 20. Jahrhundert | Zeugnis für die Elektrifizierung des Ortes, technikgeschichtlich von Bedeutung. Eingeschossiger Putzbau auf quadratischem Grundriss, als Zwischendach Krüppelwalmdach, darauf turmartiger Aufbau, Zeltdach. Nach 2017 von der Denkmalliste gestrichen. | 08958826 |

## Brockwitz
| Bild           | Bezeichnung                                        | Lage                    | Datierung                 | Beschreibung | ID       |
| -------------- | -------------------------------------------------- | ----------------------- | ------------------------- | --- | -------- |
| Weitere Bilder | Denkmal für die Gefallenen des Zweiten Weltkrieges | (Flurstück 331) (Karte) | Nach 1945                 | Ortshistorische Bedeutung. Großer Naturstein mit seitlich herausgearbeitetem Kreuz, an Schauseite Granitplatte mit Namen der Gefallenen, Einfriedung durch Buchsbaumhecke und Beetbepflanzung. | 08958657 |
| Weitere Bilder | Wohnhaus eines Dreiseithofes                       | Dorfanger 17 (Karte)    | 2. Hälfte 19. Jahrhundert | Fachwerk-Wohnhaus, Giebel massiv mit aufwendig gestaltetem Zwillingsfenster im Giebel, zeit- und landschaftstypischer Bau, baugeschichtlich von Bedeutung. Erdgeschoss massiv, Obergeschoss Fachwerk verputzt, Giebel massiv und verputzt, profilierte Steingewände, im Giebel Zwillingsrechteckfenster mit profilierter Sohlbank und gerader Bedachung, Putzornamentik, Satteldach. | 08958655 |
| Weitere Bilder | Wohnstallhaus eines ehemaligen Dreiseithofes       | Dorfanger 21 (Karte)    | 2. Hälfte 19. Jahrhundert | Fachwerk-Obergeschoss verputzt, Teil der alten Ortsstruktur, baugeschichtlich von Bedeutung. Erdgeschoss massiv, originale Fenster, Giebel Fachwerk, zum Teil verputzt, zum Teil verbrettert, Satteldach. | 08958656 |

### Ehemaliges Denkmal (Brockwitz)
| Bild                                    | Bezeichnung                 | Lage                 | Datierung                 | Beschreibung | ID       |
| --------------------------------------- | --------------------------- | -------------------- | ------------------------- | --- | -------- |
| Direkt Bild zu diesem Denkmal hochladen | Scheune eines Dreiseithofes | Dorfanger 25 (Karte) | 2. Hälfte 19. Jahrhundert | Teil der alten Ortsstruktur in gutem Originalzustand, Holzkonstruktion verbrettert, baugeschichtlich und wirtschaftsgeschichtlich von Bedeutung. Holzkonstruktion verbrettert, Dachtraufe in Art der Fledermausgaupen über Toreinfahrt, Satteldach mit liegender Schleppluke, Biberschwanz-Kronendeckung. Zwischen 2008 und 2014 abgerissen. | 08958659 |

## Brößnitz
| Bild                                    | Bezeichnung | Lage                      | Datierung                                                     | Beschreibung | ID       |
| --------------------------------------- | --- | ------------------------- | ------------------------------------------------------------- | --- | -------- |
|                                         | Sächsisch-Preußischer Grenzstein: Pilar Nr. 162 sowie 12 Läufersteine                                                 | (Flurstück 138/1) (Karte) | Nach 1828                                                     | Siehe auch Sachgesamtheit 09305644; vermessungs- und landesgeschichtlich von Bedeutung als Zeitdokument der historischen Grenzziehung zwischen Sachsen und Preußen nach dem Wiener Kongress 1815. Ca. 1 m hoher Sandsteinkubus mit ringsum eingemeißelten Schriftfeldern für Nummer 162 und Länderkürzel KS/KP direkt auf der Grenzlinie, dazwischen 12 Läufersteine in unregelmäßigen Abständen. Länderkürzel nachträglich abgearbeitet und unkenntlich gemacht. | 08958827 |
|                                         | Sächsisch-Preußischer Grenzstein: Pilar Nr. 163 sowie 8 Läufersteine                                                  | (Flurstück 60) (Karte)    | Nach 1828                                                     | Siehe auch Sachgesamtheit 09305644; vermessungsgeschichtlich und landesgeschichtlich von Bedeutung als Zeitdokument der historischen Grenzziehung zwischen Sachsen und Preußen nach dem Wiener Kongress 1815. Pyramidenstumpf mit Plinthe aus Sandstein, direkt auf der Grenzlinie, gegenüberliegend eingemeißelt Nummer 163 und Landeskürzel K.P.-K.S., dazwischen 8 Läufersteine in unregelmäßigen Abständen. | 08958820 |
| Direkt Bild zu diesem Denkmal hochladen | Straßenbrücke über den Tränkebach                                                                                     | Dorfstraße (Karte)        | 1. Hälfte 19. Jahrhundert                                     | Steinbogenbrücke (Bruchstein), baugeschichtliche Bedeutung. Mit langgestreckten Stützmauern und beidseitiger Brüstung, eine Seite der Brücke später verbreitert, im Sockelbereich Betonverstärkung eingebracht (keine gravierende Beeinträchtigung). | 08958824 |
| Direkt Bild zu diesem Denkmal hochladen | Taubenhaus | Im Tal 1 (Karte)          | 19. Jahrhundert                                               | Weitgehend original erhaltenes Zeugnis bäuerlichen Wirtschaftens, kulturgeschichtlich von Bedeutung. Rechteckiger Grundriss, von seltener Bauart hinsichtlich der Funktion als Taubenhaus, Holzkonstruktion verbrettert, Walmdach. | 08959143 |
| Direkt Bild zu diesem Denkmal hochladen | Seitengebäude (mit angebautem Backhaus) eines Bauernhofes                                                             | Im Tal 7a (Karte)         | Um 1800                                                       | Zeugnis ländlichen Wirtschaftens als Teil der alten Ortsstruktur, baugeschichtlich von Bedeutung. Erdgeschoss massiv, Obergeschoss einriegeliges Fachwerk, Giebel Fachwerk, verbrettert, originale Drehflügelfenster, Satteldach, an Rückseite Backofen aus Bruchstein, Satteldach. | 08958825 |
| Direkt Bild zu diesem Denkmal hochladen | Wirtschaftsgebäude (Leiterhaus)                                                                                       | Im Tal 9b (neben) (Karte) | 19. Jahrhundert                                               | Seltenes, noch erhaltenes Beispiel eines öffentlichen Gebäudes zur Unterbringung von Leitern, ortsgeschichtlich von Bedeutung. Verputzte Mauer parallel zum Straßenverlauf, auf Holzpfosten mit Kopfstreben ruhendes Pultdach, Biberschwanzdeckung, saniert. | 08958829 |
|                                         | Seitengebäude (Wohnstallhaus), Scheune und Stallgebäude der ehemaligen Wassermühle sowie Hofpflasterung (Stangemühle) | Im Tal 15, 15a (Karte)    | Um 1850 (Scheune); bezeichnet mit 1905, im Kern älter (Mühle) | Weitgehend original erhaltenes Mühlenensemble von ortshistorischer Bedeutung. - Repräsentative große Hofanlage: - Wohngebäude (Ausgedinge) mit angebautem Stallteil und im Winkel stehender Scheune, Wohnteil mit an den Jugendstil angelehnter Ornamentik - Scheune: einseitiger Krüppelwalm, Biberschwanzdeckung, Lüftungsrosetten, Putzgliederung, obere Scheuneneinfahrt (zum Teil neu aufgemauert) - Wohn- und Stallgebäude: Erdgeschoss Bruchstein, Obergeschoss teilweise Ziegel, Sand- und Kunststeingewände, Satteldach mit Biberschwanzdeckung - Pflasterung im Hof - Mühlentechnik bis auf Reste entfernt | 08958822 |
| Direkt Bild zu diesem Denkmal hochladen | Grabmal Tenner und Kriegerdenkmal für die Gefallenen des Ersten Weltkrieges auf dem Friedhof                          | Im Tal 20 (Karte)         | Nach 1918 (Kriegerdenkmal); 1924 (Grabmal)                    | Sandstein-Grabmal mit Inschrifttafel für Friedrich Ernst und Anna Pauline Tenner (Spender des Friedhofsgrundes an die Gemeinde), ortsgeschichtliche Bedeutung. - Grabmal an Friedhofsmauer: Sandstein, rechts und links je ein Pfeiler mit dekorativer angedeuteter Kämpferleiste rahmen eine tieferliegende Nische, oberer Abschluss polygonal gebrochener Giebelaufsatz mit floralem Zierwerk (Mohnkapseln, Eichenlaub u. ä.), rechteckige vorgelegte Stufe in Korrespondenz mit Sockelband der Mauer und in Nische kleines halbrundes vorgelagertes Podest, vor Grabmal ca. 50 cm hohe Sandsteinbrüstung als Rahmung mit gepaarten kreisrunden Öffnungen mit Kreuzmotiv, Steinplatte mit Inschrift „Hier ruht in Gott: Unser lieber Vater Friedrich Ernst Tenner, geb. d. 9. Okt. 1848, gest. d. 15. Nov. 1930, unsere liebe Mutter Frau Anna Pauline Tenner, geb. Sommer, geb. d. 2. Dez. 1852, gest. d. 2. Okt. 1923. Ruhet sanft!“ - Kriegerdenkmal: Sandsteinsockel, zweistufiger Granitsockel, darüber pyramidaler Granitaufbau mit Bekrönung, Schauseite Eisernes Kreuz sowie moderne Inschrifttafel „Zum Gedenken der im Ersten und Zweiten Weltkrieg gefallenen Brößnitzer“ | 09300224 |
| Direkt Bild zu diesem Denkmal hochladen | Transformatorenhäuschen                                                                                               | Im Tal 24 (Karte)         | 1. Hälfte 20. Jahrhundert                                     | Zeugnis für die Elektrifizierung des Ortes, technikgeschichtlich von Bedeutung. Quadratischer Putzbau mit Eckbetonung durch breite Lisenen, als Zwischendach Krüppelwalmdach, turmartiger Aufbau, verkleidet, Zeltdach. | 08958823 |

### Ehemaliges Denkmal (Brößnitz)
| Bild | Bezeichnung                                                           | Lage                    | Datierung | Beschreibung | ID       |
| ---- | --------------------------------------------------------------------- | ----------------------- | --------- | --- | -------- |
|      | Sächsisch-Preußischer Grenzstein: Pilar Nr. 161 sowie 15 Läufersteine | (Flurstück 166) (Karte) | Nach 1828 | Vermessungs- und landesgeschichtlich von Bedeutung als Zeitdokument der historischen Grenzziehung zwischen Sachsen und Preußen nach dem Wiener Kongress 1815. Ca. 1,50 m hohe, schlanke Sandsteinstele mit ringsum eingemeißelten Schriftfeldern für Nummer 161 und Länderkürzel KS/KP (stark verwittert, schlecht lesbar) direkt auf der Grenzlinie, dazwischen 15 Läufersteine in unregelmäßigen Abständen. Zwischen 2021 und 2024 aus der Denkmalliste gestrichen. | 08958831 |

## Mühlbach
| Bild | Bezeichnung | Lage              | Datierung       | Beschreibung | ID       |
| ---- | ----------- | ----------------- | --------------- | --- | -------- |
|      | Wegestein   | Dobrabach (Karte) | 19. Jahrhundert | Verkehrshistorische Bedeutung. Ca. 1,80 m hoher Sandsteinkubus, im oberen Drittel als Dreieck ausgebildet, Inschrift „Mühlbach, Lampertswalde, Hain“, stark verwittert. | 08958641 |

## Niegeroda
| Bild                                    | Bezeichnung                                                                   | Lage                                      | Datierung                                   | Beschreibung | ID       |
| --------------------------------------- | ----------------------------------------------------------------------------- | ----------------------------------------- | ------------------------------------------- | --- | -------- |
| Direkt Bild zu diesem Denkmal hochladen | Wegestein                                                                     | (Flurstück 233) (Karte)                   | 19. Jahrhundert                             | Verkehrshistorische Bedeutung. Ca. zwei Meter hohe Granitstele, im oberen Bereich als Dreieck ausgebildet, Inschrift stark verwittert. | 08959023 |
| Direkt Bild zu diesem Denkmal hochladen | Wegestein                                                                     | Niegerodaer Dorfstraße (Karte)            | 19. Jahrhundert                             | Verkehrshistorische Bedeutung. Ca. 1,80 m hoher Sandsteinkubus mit Dreieckaussparung im oberen Bereich, Inschrift „Weißig, Ortrand, Nigeroda, Brockwitz, Radeburg“. | 08958811 |
| Direkt Bild zu diesem Denkmal hochladen | Wegestein                                                                     | Niegerodaer Dorfstraße 1 (vor) (Karte)    | 19. Jahrhundert                             | Verkehrshistorische Bedeutung. Ca. 1,10 m hoher Wegestein aus Sandstein, Inschrift „Oelsnitz, Brösnitz, Strauch, Feldweg/ 18..“, Datierung verwittert | 08958810 |
| Direkt Bild zu diesem Denkmal hochladen | Transformatorenhäuschen                                                       | Niegerodaer Dorfstraße 13 (neben) (Karte) | 1. Hälfte 20. Jahrhundert                   | Zeugnis der Elektrifizierung des Ortes, technikgeschichtlich von Bedeutung. Quadratischer Putzbau, als Zwischendach Krüppelwalmdach, turmartiger Aufbau, verkleidet, Zeltdach. | 08958813 |
| Direkt Bild zu diesem Denkmal hochladen | Wohnhaus (Nr. 35) und Seitengebäude (Wohnstallhaus, Nr. 36) eines Bauernhofes | Niegerodaer Dorfstraße 35, 36 (Karte)     | Um 1850 (Wohnstallhaus); um 1870 (Wohnhaus) | Wohnhaus gründerzeitlicher Massivbau, Seitengebäude mit altem Portal, Teil der alten Ortsstruktur, baugeschichtlich von Bedeutung. - Wohnhaus: zweigeschossiger Putzbau mit Putzgliederung und Eckbetonung durch Putznutung im Erdgeschoss, profilierte Steingewände in beiden Geschossen, 4:6 Achsen, eine Achse zugesetzt, unter den Fenstern im Obergeschoss Putzspiegel, profiliertes Gurtgesims, im Obergeschoss Gurtband zwischen den Fenstern, Satteldach - Wohnstallhaus: zweigeschossiger Putzbau, 3:4 Achsen (eine zugesetzt), einfache Putzgliederung am Giebel, profilierte Steingewände, Tür mit Schlussstein, Winterfenster, Satteldach, Biberschwanzdeckung | 08958812 |

## Oelsnitz
| Bild                                    | Bezeichnung | Lage                              | Datierung                                                                                   | Beschreibung | ID       |
| --------------------------------------- | --- | --------------------------------- | ------------------------------------------------------------------------------------------- | --- | -------- |
| Direkt Bild zu diesem Denkmal hochladen | Häuslerhaus | Am Bach 14 (Karte)                | Um 1800                                                                                     | Massivbau mit seltenen Holzfenstergewänden, einfaches Beispiel ländlichen Wohnens, baugeschichtlich und sozialgeschichtlich von Bedeutung. Eingeschossiger Bruchsteinbau, verputzt, Giebel Fachwerk mit Lehmausfachung, verbrettert, Holzfenstergewände, Satteldach, Küche mit Gewölbe in Mittelachse, Holzbalken-Brettdecken, Besonderheit im stehenden Dachstuhl: Windverband in Mittelachse, große Sparrenabstände. | 08958818 |
| Weitere Bilder                          | Herrenhaus (Nr. 1), Gesindehaus (Nr. 2), Taubenhaus (zu Nr. 4) und Park (Gartendenkmal) des Rittergutes                       | Am Park 1, 2, 4 (Karte)           | Im Kern um 1770 (Herrenhaus); um 1800 (Gesindehaus); 1. Hälfte 19. Jahrhundert (Taubenhaus) | Herrenhaus im klassizistischen Stil, von baugeschichtlicher und ortshistorischer Bedeutung - Herrenhaus (Nummer 1): schlichter zweigeschossiger Putzbau, 4:11 Achsen, im Obergeschoss Sandsteinfenstergewände, Eingangsbereich gegliedert durch vier Pilaster, vorgelagerter Balkon auf vier dorischen kannelierten Säulen ruhend, kräftiges Gebälk, darüber Balustrade mit Eckpostamenten, Dacherker mit großem halbrundem Fenster, breites Walmdach, originale Tür und Türblatt - Taubenhaus (Nummer 4): achteckiger Putzbau mit gefaltetem Kegeldach, Biberschwanz-Kronendeckung, darüber Taubenschlag, Holzkonstruktion, Welsche Haube mit Laterne - Gesindehaus (Nummer 2) (heute Wohnhaus): breitgelagerter Bruchsteinbau, verputzt, Mansarddach mit Krüppelwalm                                                                                              | 08958815 |
| Direkt Bild zu diesem Denkmal hochladen | Wegestein | Am Sportplatz (Karte)             | 19. Jahrhundert                                                                             | Verkehrshistorische Bedeutung. Ca. 0,40 m hoher Sandsteinkubus, Inschrift „G.hain, Skässchen (?)“ im unteren Bereich Dreieckaussparung. | 08958814 |
|                                         | Kirche (mit Ausstattung), Kirchhof mit Einfriedung, Kriegerdenkmal für die Gefallenen des Ersten Weltkrieges und Glockenstuhl | Oelsnitzer Hauptstraße 21 (Karte) | 1866 (Kirche); 1872 (Orgel); nach 1918 (Kriegerdenkmal)                                     | Von kirchengeschichtlicher und ortshistorischer Bedeutung. - Evangelische Pfarrkirche (Dehio Sachsen I, S. 665): Neugotischer Bau mit Satteldach von 1866. Der quadratische Westturm mit achtseitigem Glockengeschoss und schöner Haube von 1751. Der Chor polygonal geschlossen. Das Äußere der Kirche von Strebepfeilern gegliedert, schlichte Spitzbogenfenster. Im Inneren dreischiffig, mit Emporen und aufgemalten Rippen im Gewölbe. Klangschöne Schleifladen-Orgel von Nagel, 1872. - Kriegerdenkmal: vierstufiger Granitsockel, darüber sich nach oben verjüngender Granitkubus, Bekrönung durch Aufbau mit Kreuz, an allen vier Seiten Inschrift mit Namen der Toten, an Schauseite Schwertrelief, davor angelehnte flache, polierte Granitplatte für die Gefallenen des Zweiten Weltkrieges - Glockenstuhl: Holz- und Stahlkonstruktion mit Bronzeglocke | 08958819 |

## Quersa
| Bild           | Bezeichnung | Lage                          | Datierung                 | Beschreibung | ID       |
| -------------- | --- | ----------------------------- | ------------------------- | --- | -------- |
| Weitere Bilder | Sachgesamtheit Königlich-Sächsische Triangulierung („Europäische Gradmessung im Königreich Sachsen“); Station 32, Basisende Quersa | (Flurstück 153) (Karte)       | 1869–1870                 | Landesvermessungssystem, bestehend aus zwei Dreiecksnetzen, dem Netz für die Gradmessung im Königreich Sachsen (Netz I. Classe/Ordnung) mit 36 Punkten und die Königlich Sächsische Triangulierung (Netz II. Classe/Ordnung) mit 122 Punkten, welche durch Vermessungssäulen (Triangulationssäulen) markiert sind sowie drei Basispunkten (so das Triangulationshaus Quersa) (alle Sachgesamtheitsbestandteile); als eines der modernsten Lagenetze in Deutschland ist dieses Landesvermessungssystem ein eindrucksvolles Zeugnis der Geschichte der Landesvermessung in Deutschland sowie in Sachsen, das System der Vermessungssäulen beider Ordnungen ist in seiner Gesamtheit ein Kulturdenkmal von überregionaler verkehrsgeschichtlicher Bedeutung. Eingeschossiger Ziegelbau über nahezu quadratischem Grundriss, Gurtband aus Bruchstein, Putzreste, segmentbogige Blendnischen, an einer Seite Tür aus Eisen, Zahnschnitt unter profiliertem Kranzgesims, Zeltdach, Schmuckaufbau auf dem Dach in geländerartige Form von Säulen in Ziegelmauerung und dazwischen kreuzweise eingefügten steinernen Verstrebungen, Inschrift der Basisstation nicht erhalten, quadratischer Pfeiler besteht aus Laußnitzer Granit, 0,3 m hoch. Der Bau der drei Basispunkte bei Großenhain erfolgte, um einen Maßstab für das Gradmessungsnetz bestimmen zu können. Aus der mit Messstangen in hoher Genauigkeit bestimmten, ca. 9 km langen Basis oder Grundlinie zwischen Quersa und Raschütz wurde über ein Dreiecksnetz, das Basisvergrößerungsnetz, die Länge der Dreiecksseite 18-Collm nach 10-Keulenberg berechnet. Bereits 1865 hatte man sich für das Großenhainer Gebiet als Basisgelände entschieden. Die Bauarbeiten zur Markierung der Bodenpunkte hatte Amtsmaurermeister Müller bereits begonnen, als der Krieg von 1866 ausbrach. Später lag die im Frühjahr 1868 trassierte Eisenbahn Großenhain–Cottbus zu nahe am Vermessungsprofil. Eine nochmalige Verlegung um 300 m nach Norden machte sich erforderlich, ehe der heutige Standort am Communicationswege von Folbern nach Brockwitz und östlich des Espigweges gefunden war und ein entsprechendes Grundstück für das Basishäuschen gekauft werden konnte. Die Basispunkte sind sehr stabil gebaut, im Boden mit Pfeilern für den An- und Abschluss der Messung mit den Basisstangen, genau vertikal darüber der Beobachtungspfeiler für die Winkelmessungen. Quersa ist ein vollständig erhaltener Basispunkt. 2005 erfolgte seine Restaurierung. | 08958658 |
| Weitere Bilder | Denkmal für die Gefallenen des Ersten Weltkrieges                                                                                  | Hauptstraße (Karte)           | Nach 1918                 | Ortshistorische Bedeutung. Zweistufiger roter grobbehauener Granitsockel, darüber in mehreren Granitblöcken errichteter pyramidaler Aufbau, roter Granit, poliert, Schauseite mit Inschrift „Unseren im schweren Kampfe 1914–1918 gefallenen tapferen Helden aus Dankbarkeit und Liebe / Gemeinde Quersa“. Einfriedung bestehend aus Zaun und Bepflanzung. | 08958650 |
| Weitere Bilder | Transformatorenhäuschen | Hauptstraße 11b (bei) (Karte) | 1. Hälfte 20. Jahrhundert | Zeugnis für Elektrifizierung des Ortes, technikgeschichtlich von Bedeutung. Putzbau über quadratischem Grundriss, Krüppelwalmdach als Zwischendach, turmartiger Aufbau, verschiefert, Zeltdach. | 08958651 |
| Weitere Bilder | Seitengebäude (Wohnstallhaus) eines Dreiseithofes                                                                                  | Hauptstraße 58 (Karte)        | Mitte 19. Jahrhundert     | Teil der alten Ortsstruktur, weitgehend original erhaltener Putzbau mit Zwillingsfenster im Giebel, baugeschichtlich von Bedeutung. Zweigeschossiger Bruchsteinbau, zum Teil originaler Putz mit Putzgliederung, Sandsteinfenstergewände, im Giebel rundbogige Zwillingsfenster, originale Fenster, Satteldach. | 08958652 |
| Weitere Bilder | Seitengebäude (Wohnstallhaus) eines Dreiseithofes                                                                                  | Hauptstraße 66 (Karte)        | Bezeichnet mit 1869       | Original erhaltener Bau als Teil der alten Ortsstruktur, verputzter Bruchsteinbau mit Zwillingsfenster im Giebel, baugeschichtlich von Bedeutung. Zweigeschossiger Bruchsteinbau, verputzt, originaler Putz mit Putznutung an den Ecken, ornamentierte Gurtbänder, Sandsteinfenstergewände, originale Fenster und Winterfenster, Satteldach, über der Tür bezeichnet. | 08958654 |

## Schönborn
| Bild                                    | Bezeichnung                                                            | Lage                       | Datierung                                                       | Beschreibung | ID       |
| --------------------------------------- | ---------------------------------------------------------------------- | -------------------------- | --------------------------------------------------------------- | --- | -------- |
| Direkt Bild zu diesem Denkmal hochladen | Wegestein                                                              | Dorfstraße (Karte)         | 19. Jahrhundert                                                 | Verkehrshistorische Bedeutung. Ca. zwei Meter hoher Sandsteinkubus mit Inschrift „Blochwitz, Lampertswalde, Großenhain, Ortrand, Linz, Schönborn im Amtsbezirk Hain“. | 08958634 |
|                                         | Denkmal für die Gefallenen des Ersten Weltkrieges                      | Dorfstraße (Karte)         | Nach 1918                                                       | Ortshistorische Bedeutung. Zweistufiges Podest, roter Granitsockel mit seitlichen kugelbekrönten Pfeilern, kubischer Aufbau, der sich nach oben verjüngt, Inschrift mit Namen der Gefallenen auf polierter Oberfläche, Denkmal aus rotem Granit. | 08958628 |
| Direkt Bild zu diesem Denkmal hochladen | Wegestein                                                              | Dorfstraße (Karte)         | 19. Jahrhundert                                                 | Verkehrshistorische Bedeutung. Ca. zwei Meter hoher Sandsteinkubus mit Inschrift „Schönfeld, Liega“, bei Liegaer Straße 1. | 08958630 |
| Direkt Bild zu diesem Denkmal hochladen | Seitengebäude (ohne Anbau) eines Dreiseithofes                         | Dorfstraße 1 (Karte)       | Anfang 19. Jahrhundert                                          | Relikt der ländlichen Fachwerkbauweise, baugeschichtlich von Bedeutung. Erdgeschoss massiv, Obergeschoss Fachwerk, Giebel massiv, Sandsteintürgewände mit Schlussstein. | 08958633 |
| Direkt Bild zu diesem Denkmal hochladen | Wohnhaus, Einfriedung und Toreinfahrt eines Dreiseithofes              | Dorfstraße 2 (Karte)       | Um 1870                                                         | Weitgehend original erhaltener zeit- und landschaftstypischer Bau, schlichte gründerzeitliche Putzfassade, baugeschichtlich von Bedeutung. Zweigeschossiger Putzbau mit profilierten Steingewänden in beiden Geschossen, 9:4 Achsen, originale Fenster, originales Türblatt, im Giebel Drillingsfenster, zur Hofseite Reste von Putzgliederung, Krüppelwalmdach, Schieferdeckung. Einfriedung: schmiedeeiserner Zaun und Toranlage mit drei Pfeilern.                                                                              | 08958649 |
| Direkt Bild zu diesem Denkmal hochladen | Seitengebäude (Wohnstallhaus) eines Dreiseithofes                      | Dorfstraße 13 (Karte)      | Mitte 19. Jahrhundert                                           | Relikt der ländlichen Bauweise aus der Mitte des 19. Jahrhunderts, Obergeschoss Fachwerk, Giebel massiv, baugeschichtlich von Bedeutung. Erdgeschoss Bruchstein, Hofseite Obergeschoss verputzt, Rückseite Fachwerk, originale Fenster, Sandsteinfenstergewände, Giebel massiv, Anbau aus Bruchstein, Satteldach. | 08958629 |
| Direkt Bild zu diesem Denkmal hochladen | Wohnhaus (mit angebautem Stallgebäude) und Scheune eines Dreiseithofes | Dorfstraße 23, 23a (Karte) | Bezeichnet mit 1885 (Scheune); bezeichnet mit 1899 (Bauernhaus) | Weitgehend original erhalten, zeit- und landschaftstypische Gebäude, Wohnhaus aufwendig gestalteter Gründerzeitbau, baugeschichtlich und wirtschaftsgeschichtlich von Bedeutung. - Wohnhaus: zweigeschossiger Putzbau, 6/3 Achsen, profiliertes Gurtgesims, originaler Putz, Steingewände im Obergeschoss mit Sohlbänken und gerader Bedachung, darüber Blendokuli mit floralem Motiv, Giebel mit einfacher Putzgliederung, Türsturz mit Inschrift „Gott mit uns / Ziller / 1899“, Satteldach. - Scheune: schlicht, Inschrift 1885 | 08958631 |
| Direkt Bild zu diesem Denkmal hochladen | Gasthof                                                                | Dorfstraße 26 (Karte)      | Bezeichnet mit 1869                                             | Reich gegliederte Putzfassade, noch von klassizistischer Wirkung, baugeschichtliche und ortshistorische Bedeutung. Polygonsockel, darüber zweigeschossiger Putzbau mit 4:9 Achsen, einfache Putzgliederung, Eckrustizierung, profilierte Steingewände in beiden Geschossen, im Obergeschoss mit gerader Bedachung und Putzornamentik, profiliertes Gurt- und Kranzgesims, Walmdach, über Türsturz Inschrift „Erbauet im Jahre 1869 v. Friedr. Karl Löwe“.                                                                          | 08958632 |
| Weitere Bilder                          | Turmholländer                                                          | Dorfstraße 31 (Karte)      | Um 1880                                                         | Windmühle ohne technische Ausstattung, Zeugnis der ländlichen, dörflichen Versorgung, versorgungsgeschichtliche und technikgeschichtliche Bedeutung. Zweigeschossiger Turmbau mit einfacher Putzgliederung, Mezzaningeschoss, Kegeldach, um 1912 mit Elektrizität betrieben. | 08958635 |
| Direkt Bild zu diesem Denkmal hochladen | Reste eines Ringofens der ehemaligen Ziegelei Schönborn                | Ziegeleistraße 3 (Karte)   | Letztes Viertel 19. Jahrhundert                                 | Wahrscheinlich nach dem Hofmannschen System gebauter Brennofen, Bedeutung für Technik- und Produktionsgeschichte und von Interesse für Ortsgeschichte sowie landschaftsprägend massiver Steinbau aus Bruchstein mit Ziegelpfeilern und Ziegelrahmungen der einzelnen rundbogigen Öffnungen. Mauerkrone Ziegel-Rollschicht. | 08957876 |

## Weißig am Raschütz
| Bild                                    | Bezeichnung                                  | Lage                           | Datierung                 | Beschreibung | ID       |
| --------------------------------------- | -------------------------------------------- | ------------------------------ | ------------------------- | --- | -------- |
| Direkt Bild zu diesem Denkmal hochladen | Wegestein                                    | (Flurstück 444) (Karte)        | 19. Jahrhundert           | Verkehrshistorische Bedeutung. Ca. 1,50 m hohe Granitstele mit Resten von Inschrift, sonst stark verwittert. | 08958833 |
| Direkt Bild zu diesem Denkmal hochladen | Forsthaus, Garten, Toranlage mit Einfriedung | Am Forsthaus 4 (Karte)         | 1804                      | Einfacher dreigeschossiger Putzbau, ortshistorische Bedeutung. - Forsthaus: einfacher dreigeschossiger Putzbau, sieben Achsen, seitlicher Anbau, drei Mittelfenster der Obergeschosse durch Stichbögen hervorgehoben, an der Rückseite apsidialer Anbau, mächtiges Walmdach - Garten: privater Garten eines Forsthauses, symmetrisch auf die zentrale Mittelachse (Nord-Süd-Richtung) bezogene Gestaltung: Erschließungsweg von der Toranlage zum Eingang des Forsthauses, zwei Linden als Torbäume (Tilia spec.) vor der Toranlage (Einzeldenkmal) sowie vier Hausbäume: Baumpaar aus zwei Linden (Tilia spec.) markiert den Eingang zum Forsthaus, nördlich des Forsthauses Baumpaar aus Platane (Platanus x hispanica) und buntblättrigem Ahorn (Acer pseudoplatanus 'Leopoldii') - Einfriedung: Toranlage im Süden der aus vier Zaunspfeilern, die beiden Mittleren bekrönt mit Vasen, zweiflügliges Zufahrtstor aus Holzlattenkonstruktion in der Mitte, je eine einflüglige Pforte aus Holzlatten links und rechts, Holzlattenzaun | 08958830 |
|                                         | Turmholländer                                | An der Mühle 4 (bei) (Karte)   | 1. Hälfte 19. Jahrhundert | Ortshistorische und mühlentechnische Bedeutung. Mit Windrad (Mühlenflügel), turmartiger Aufbau aus Bruchsteinmauerwerk, vermutlich dreigeschossig, Sandsteinfenstergewände, gefaltetes Kegeldach. | 08958807 |
| Direkt Bild zu diesem Denkmal hochladen | Wohnstallhaus eines Dreiseithofes            | Weißiger Dorfstraße 11 (Karte) | Bezeichnet mit 1893       | Gründerzeitlicher Massivbau mit Zwillingsfenster im Giebel, Teil der alten Ortsstruktur, baugeschichtlich von Bedeutung, bildet Dreiseithof mit Nummer 12. Zweigeschossiger Bruchsteinbau, verputzt, Steingewände, im hinteren Bereich zwei Toreinfahrten mit Rundbögen, originale Fenster, profiliertes Steintürgewände, über der Tür bezeichnet mit 1893, am Giebel profilierte Steingewände sowie einfache Putzgliederung, im Giebeldreieck Zwillings-Rechteckfenster, gerade Bedachung der Fenster, Satteldach. | 08958809 |
| Direkt Bild zu diesem Denkmal hochladen | Seitengebäude eines Dreiseithofes            | Wettiner Straße 17 (Karte)     | 2. Hälfte 19. Jahrhundert | Fachwerk-Wohnstallhaus, Teil der alten Ortsstruktur, baugeschichtlich von Bedeutung, bildet Dreiseithof mit Nummer 16. Erdgeschoss massiv, Obergeschoss Fachwerk, Giebel massiv, Sandsteintürgewände, zum Teil Winterfenster, Satteldach. | 08958808 |

## Tabellenlegende
- Bild: Bild des Kulturdenkmals, ggf. zusätzlich mit einem Link zu weiteren Fotos des Kulturdenkmals im Medienarchiv Wikimedia Commons. Wenn man auf das Kamerasymbol klickt, können Fotos zu Kulturdenkmalen aus dieser Liste hochgeladen werden:
- Bezeichnung: Denkmalgeschützte Objekte und ggf. Bauwerksname des Kulturdenkmals
- Lage: Straßenname und Hausnummer oder Flurstücknummer des Kulturdenkmals. Die Grundsortierung der Liste erfolgt nach dieser Adresse. Der Link (Karte) führt zu verschiedenen Kartendiensten mit der Position des Kulturdenkmals. Fehlt dieser Link, wurden die Koordinaten noch nicht eingetragen. Sind diese bekannt, können sie über ein Tool mit einer Kartenansicht einfach nachgetragen werden. In dieser Kartenansicht sind Kulturdenkmale ohne Koordinaten mit einem roten bzw. orangen Marker dargestellt und können durch Verschieben auf die richtige Position in der Karte mit Koordinaten versehen werden. Kulturdenkmale ohne Bild sind an einem blauen bzw. roten Marker erkennbar.
- Datierung: Baubeginn, Fertigstellung, Datum der Erstnennung oder grobe zeitliche Einordnung entsprechend des Eintrags in der sächsischen Denkmaldatenbank
- Beschreibung: Kurzcharakteristik des Kulturdenkmals entsprechend des Eintrags in der sächsischen Denkmaldatenbank, ggf. ergänzt durch die dort nur selten veröffentlichten Erfassungstexte oder zusätzliche Informationen
- ID: Vom Landesamt für Denkmalpflege Sachsen vergebene, das Kulturdenkmal eindeutig identifizierende Objekt-Nummer. Der Link führt zum PDF-Denkmaldokument des Landesamtes für Denkmalpflege Sachsen. Bei ehemaligen Kulturdenkmalen können die Objektnummern unbekannt sein und deshalb fehlen bzw. die Links von aus der Datenbank entfernten Objektnummern ins Leere führen. Ein ggf. vorhandenes Icon  führt zu den Angaben des Kulturdenkmals bei Wikidata.